# Bieganów (Nowa Ruda)
Bieganów (deutsch: Biehals) ist ein Ort in der Landgemeinde Nowa Ruda im Powiat Kłodzki in Polen. Es liegt vier Kilometer südlich von Nowa Ruda (Neurode).

## Geographie
Bieganów gehört geographisch zum Glatzer Kessel. Nachbarorte sind Wolibórz (Volpersdorf) und Dzikowiec (Ebersdorf b. Neurode) im Nordosten, Nowa Wieś Kłodzka (Neudorf) im Osten, Czerwieńczyce (Rothwaltersdorf) im Südosten, Zagórzyn (Teuber), Bieganówek (Neu Biehals) und Ścinawka Średnia (Mittelsteine) im Süden, Ścinawka Górna (Obersteine)  und Sarny (Scharfeneck) im Südwesten, Błogocice (Haindorf), Tłumaczów (Tuntschendorf), Tłumaczówek (Klein Tuntschendorf), Rudawa (Rudelsdorf) und Górzna (Schöppenberg) im Westen sowie Włodowice (Walditz), Rzędzina (Flucht) und Rybno (Fischerberg) im Nordwesten. Nördlich von Bieganów erhebt sich die 647 m hohe Góra Św. Anny, südwestlich die 648 m hohe Góra wszystkich Św. (Allerheiligenberg). Jenseits der Landesgrenze zu Tschechien, die westlich verläuft, liegt im Steinetal das Dorf Otovice (Ottendorf).

## Geschichte
Biehals, das 1560 als „Pihals“ und 1578 als „Biehals“ erwähnt wurde, gehörte zum Neuroder Distrikt in der Grafschaft Glatz, unmittelbar zu Böhmen gehörte. Nach dem Ersten Schlesischen Krieg und endgültig mit dem Hubertusburger Frieden 1763 fiel Biehals zusammen mit der Grafschaft Glatz an Preußen. Im 18. Jahrhundert entstanden die Kolonien Friedrichsbau (ab 1945 Łężno), Neu Biehals (Bieganówek) und Teuber (Zagórzyn). 1793 bestand Biehals aus 34 Anwesen, darunter 23 Freigärtnern. Unter den damals 173 Einwohnern waren ein Brandweinbrenner, neun Leinweber und zwei Schneider.
Nach der Neugliederung Preußens gehörte Biehals ab 1815 zur Provinz Schlesien, die in Landkreise aufgeteilt wurde. 1816–1853 war der Landkreis Glatz, 1854–1932 der Landkreis Neurode zuständig. Nach dessen Auflösung 1933 gehörte Biehals bis 1945 wiederum zum Landkreis Glatz. Seit 1874 bildete die Landgemeinde Biehals zusammen mit den Landgemeinden Mittelsteine und Obersteine sowie den Gutsbezirken Mittelsteine, Anteil von Lüttwitz, Mittelsteine, Anteil Graf Magnis und Scharfeneck den Amtsbezirk Mittelsteine. 1939 hatte Biehals 344 Einwohner.
Als Folge des Zweiten Weltkriegs fiel Biehals 1945 mit dem Großteil Schlesiens an Polen und wurde in Bieganów umbenannt. Die deutsche Bevölkerung wurde, soweit sie nicht schon vorher geflohen war, 1946 weitgehend vertrieben. Die neu angesiedelten Bewohner waren zum Teil Heimatvertriebene aus Ostpolen, das an die Sowjetunion gefallen war. Von 1975 bis 1998 gehörte Bieganów zur Woiwodschaft Wałbrzych (Waldenburg).